# (5302) Romanoserra
(5302) Romanoserra (1976 YF5) – planetoida z pasa głównego asteroid okrążająca Słońce w ciągu 3,56 lat w średniej odległości 2,33 j.a. Odkryta 18 grudnia 1976 roku.